# Aeroportul Chaparral
Aeroportul Chaparral (IATA: CPL, ICAO: SKHA) este un aeroport din Tolima⁠(d), Columbia ce deservește zona Chaparral⁠(d). Aeroportul a fost tranzitat în 2019 de 222 de pasageri.
Situat la o altitudine de 814 m, aeroportul dispune de o singură pistă.